# Единорог (гаубица)
«Единоро́г» — старинное русское гладкоствольное артиллерийское орудие-гаубица.
«Единорог» был изобретён в 1757 году русским артиллеристом М. В. Даниловым совместно с М. Г. Мартыновым; на вооружение поставлен графом П. И. Шуваловым. Своим названием орудие обязано фамильному шуваловскому гербу — изображению фантастического зверя-единорога.

## Особенности конструкции

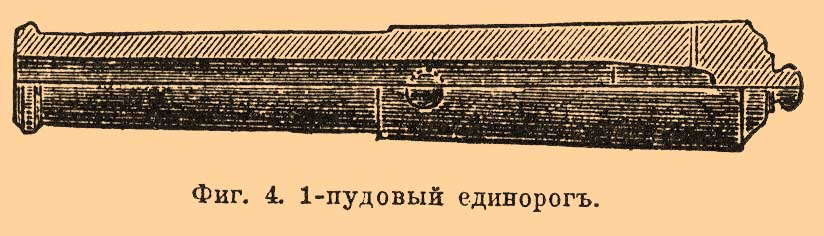

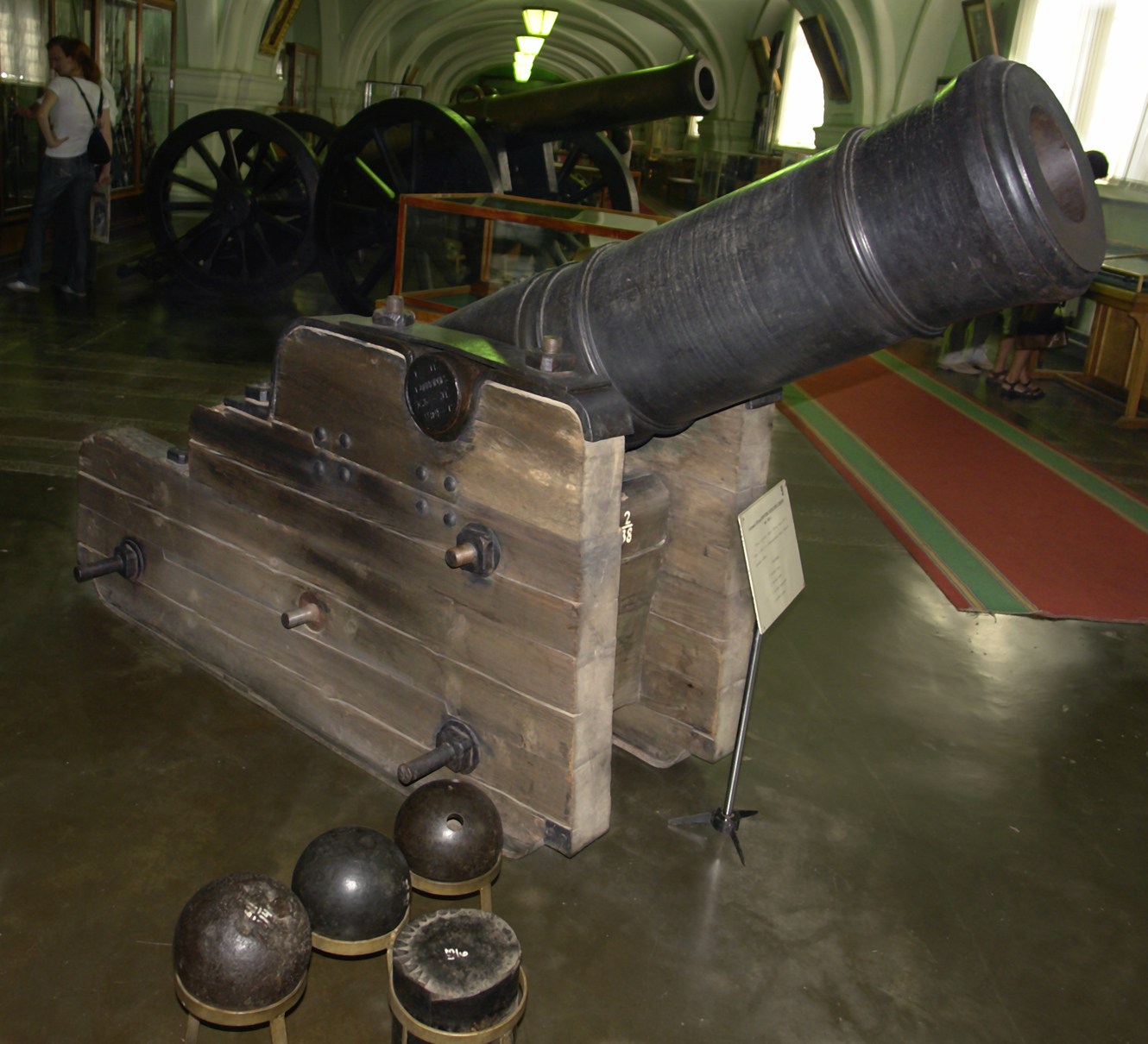
1-пудовый (197-мм) короткий крепостной единорог образца 1805 года (1814 год создания). Чугунный ствол 239 мм, весом 1564 кг. Дальность 3200 м Военно-исторический музей артиллерии, инженерных войск и войск связи, Санкт-Петербург

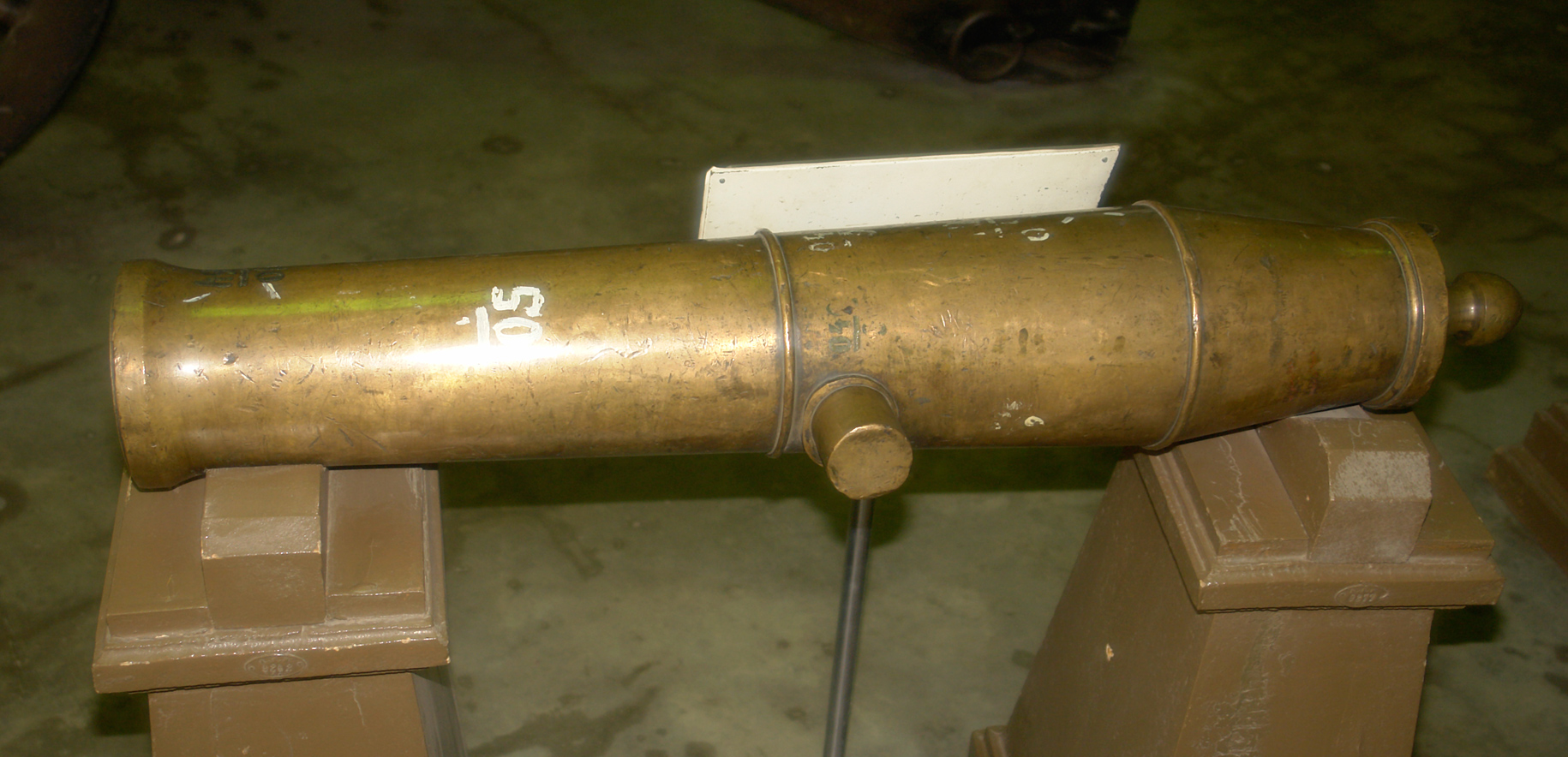
3-фунтовый (78-мм) опытный единорог. Бронза, Длина 96 см, Масса 87.6 кг, отлит в 1808—1812 годах по проекту Учёного комитета по артиллерийской части для испытаний относительно возможного уменьшения массы 3-фунтового единорога.
Военно-исторический музей артиллерии, инженерных войск и войск связи, Санкт-Петербург.

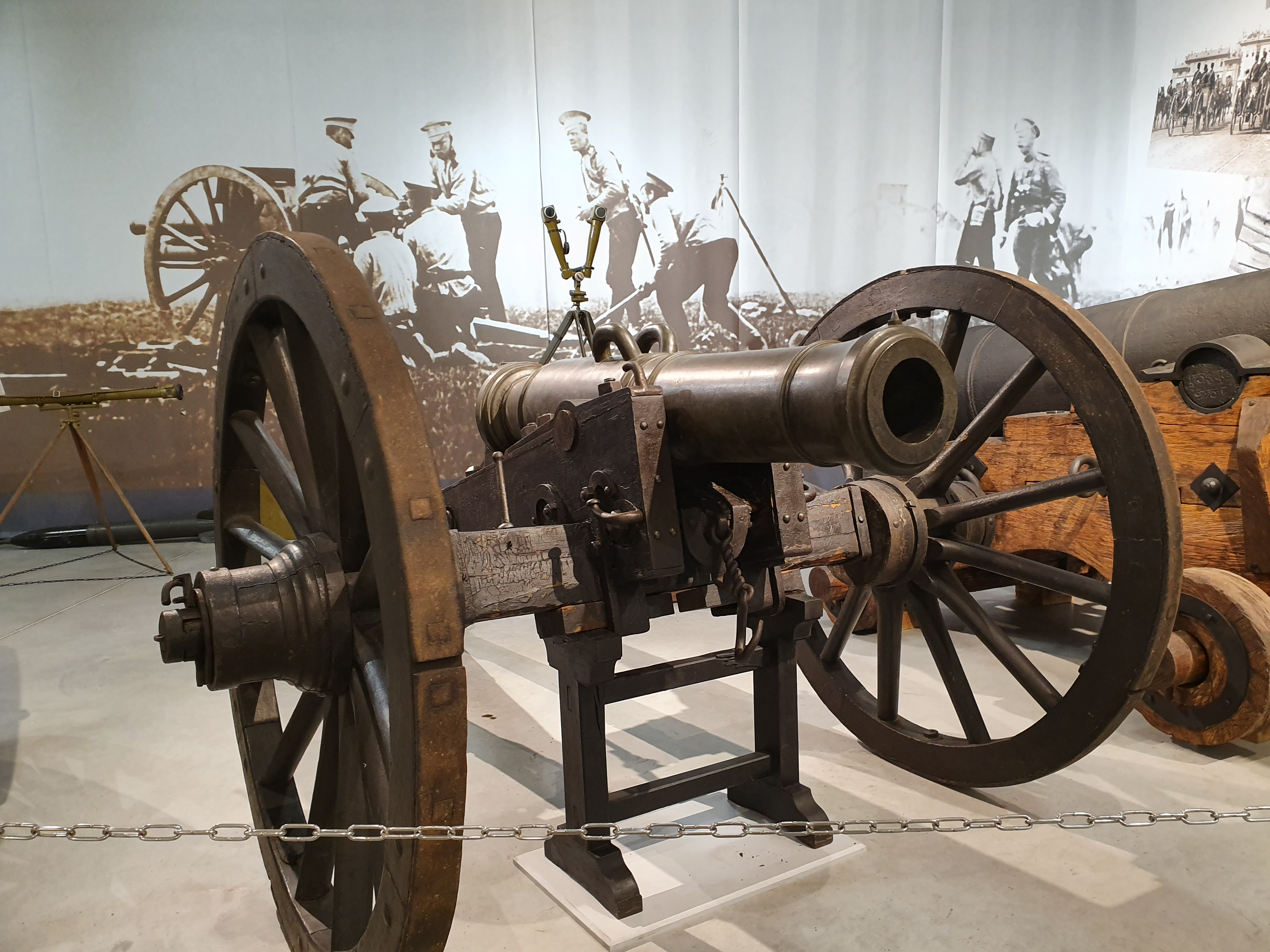
¼-пудовый полевой Единорог образца 1805 г. на легком полевом лафете в Музее отечественной военной истории в деревне Падиково Московской области.

При Петре I артиллерийские орудия разделили на длинноствольные (пушки) длиной 18 — 25 калибров, средние (гаубицы) длиной 6 — 8 калибров и короткоствольные (мортиры). Пушки не имели зарядных камор. Канал ствола у них переходил в плоское или полушарное дно, а серийные гаубицы имели цилиндрические каморы (зарядная камора у гладкоствольных орудий — это задняя часть канала орудия с уменьшенным диаметром, предназначенная для помещения картузного заряда).
Однако в середине 1700-х гг. поручик В. Д. Корчмин изобрёл зарядную камору конической формы, которая обеспечивала более плотное прилегание боеприпаса к стенкам канала ствола в начале выстрела. На войсковых испытаниях такая камора показала превосходство как над цилиндрической каморой, так и над «бутель-каморой» сложной формы (генерал-фельдцейхмейстер Я. В. Брюс также предлагал камору цилиндро-конической формы), однако серийное производство ограничивалось технологической сложностью такой каморы, и новые длинные (10-калиберные) полупудовые гаубицы с конической каморой переделывались из 6-фунтовых 17-калиберных пушек обр. 1706 г. в небольшом количестве (причём как для армии, так и для флота).
Идею создания единорогов можно охарактеризовать как оружие, способное стрелять как бомбами, так и ядрами, обладающее лучшей, чем у гаубицы баллистикой, но большим калибром и меньшим весом, чем пушка.
Единороги проектировались как орудия, занимавшие промежуточное положение между пушками и гаубицами. Длина первых единорогов составляла 7,5 — 10 калибров. Единороги имели лучшую баллистику, чем гаубицы и, в отличие от пушек, могли стрелять бомбами. Благодаря корчминской конической зарядной каморе, получившей название единорожная, упрощалось заряжание, увеличивалась скорострельность, а главное, улучшалась баллистика. Конструкция ствола снизила вес единорога по сравнению с другими орудиями.
Основными отличительными особенностями единорогов была камора конической формы, обеспечивающая правильное положение заряда при досылании пробойником. В гаубицах более ранних моделей длина ствола была ограничена длиной руки среднего человека, так как камора имела цилиндрическую форму и диаметр меньший диаметра ствола и заряд вкладывали в камору вручную. Нововведение позволило увеличить длину ствола и, соответственно, дальность и точность стрельбы орудия. Единороги имели стволы длиной 9 — 12,5 калибров и стреляли снарядами массой от 4 фунтов до 3 пудов (от 1,8 до 40 кг, калибр 246 мм), на дальность до 4 км. Стрельба осуществлялась ядрами, разрывными и зажигательными гранатами, бомбами и картечью.
«Единорог» стал универсальным оружием: он был короче обычных пушек и длиннее обычных гаубиц. Осколочное и фугасное действие бомб однопудового «Единорога» равнялось действию бомб однопудовой гаубицы, но в скорости заряжания и дальности стрельбы «Единорог» превосходил гаубицы в два раза.
«Единороги» же стреляли бомбами, как гаубицы, превосходя последних по дальности в два раза, и ядрами и картечью, как пушки. В отличие от обычной пушки, «Единороги» имели меньшую массу, бо́льшую скорострельность, бо́льшую мощность заряда и могли стрелять по навесной траектории. Русская 12-фунтовая пушка образца 1734 года стреляла ядрами весом 5,4 кг и имела массу ствола 112 пудов, а заменивший её полупудовый «Единорог», стрелявший на ту же дальность более мощными ядрами весом 8 кг (17,5-фунтовые), имел ствол почти в четыре раза легче. Для перевозки пушки 1734 года требовалось 15 лошадей, а «Единорога» — всего 5.
На винграде первых единорогов шар (шишку) заменяли головой единорога, и скобы — дельфины — на средней части ствола также делали в виде единорогов.

## Использование
Первоначально линейка единорогов была представлена четвертьпудовым, полупудовым, пудовым и двухпудовым вариантами. Полупудовый единорог предназначался для вооружения полевой артиллерии, как орудие, способное заменить и 12-фунтовую пушку и 1/2-пудовую гаубицу. Весил единорог в 2,5 раза меньше пушки и при этом имел больший калибр. Из него можно было вести огонь 24-фунтовыми ядрами, такого же калибра картечью и 20-фунтовыми гранатами или 1/2-пудовыми бомбами. Единорог заряжался в 2 раза быстрее 1/2-пудовой гаубицы. Картечью он действовал сильнее гаубицы, потому что имел больший пороховой заряд и картечь имела большую начальную скорость. К тому же из гаубиц нельзя было стрелять ядрами. Сразу после смерти Шувалова производство двухпудового варианта прекратили, как непрактичного, и сняли его с вооружения.
Единороги применялись в русской артиллерии в качестве батарейных, конных, горных и осадных орудий, а также на флоте. Благодаря таким орудиям полевая артиллерия получила возможность сопровождать свою пехоту в бою, ведя огонь через головы боевых порядков.
По вступлении на престол Павел I начал реформу русской артиллерии по образцу Гатчинской (которая, в свою очередь, формировалась под влиянием прусской). Было уменьшено число калибров артиллерийских орудий, полевая артиллерия окончательно отделена от осадной. Были введены облегчённые 6-фунтовые и 12-фунтовые пушки по прусским образцам; однако, в отличие от прусской артиллерии, в России вместо коротких гаубиц продолжали использоваться единороги.
К 1805 году А. А. Аракчеев закончил реформу. Полевая система была максимально унифицирована. Пушки и единороги, входившие в неё, имели однообразную форму лафетов и стандартизованные диаметры колёс. Со стволов исчезли орнаменты и украшения. Из двенадцати существовавших ранее калибров в полевой артиллерии было оставлено четыре: 12-фунтовые и 6-фунтовые пушки и 1/2- и 1/4-пудовые (20-и, 10-и фунтовые) единороги . Упряжка — 6 лошадей для конной и 4 для пешей артиллерии. В 1805 году, в Вооружённых силах Российской империи, было введено разделение пеших артиллерийских рот, в зависимости от основного вооружения (пушек), на батарейные роты и лёгкие роты. Батарейные роты были вооружены бронзовыми 12-фунтовыми пушками средней и малой пропорции и 1/2-пудовыми единорогами, а лёгкие роты — 6-фунтовыми пушками и 1/4-пудовыми единорогами.
К Отечественной войне двухфунтовых единорогов уже не осталось, 10, 18 и 20-фунтовые использовались до Крымской войны. Организационные изменения в артиллерийском хозяйстве обеспечило успех русской артиллерии в сражениях Отечественной войны.
Единороги использовались более 100 лет, вплоть до поступления в войска нарезных орудий. Отдельные экземпляры оставались в некоторых крепостях вплоть до начала XX века.

## Оценка
Под влиянием единорогов в Австрии и Пруссии приступили к созданию «длинных гаубиц», сходных по конструкции с единорогами. Что касается плотности, кучности огня и маневренности, «единороги» 20 лет превосходили все другие гаубицы европейских армий (пока не появилась система Грибоваля). Эта артсистема включала 4-, 8-, 12-фунтовые гладкоствольные пушки с несколько укороченным по сравнению со своими аналогами стволом (что позволяло при необходимости вести огонь как «по-пушечному» — прямой наводкой, — так и «по-гаубичному» — навесной) и 6,5-фунтовую мортиру. В Русской армии новые 3-, 6- и 12-фунтовые пушки большой и малой пропорции заменили старые, единороги дополняли эту систему.